# Heure du Centre
Pour les articles homonymes, voir CDT.

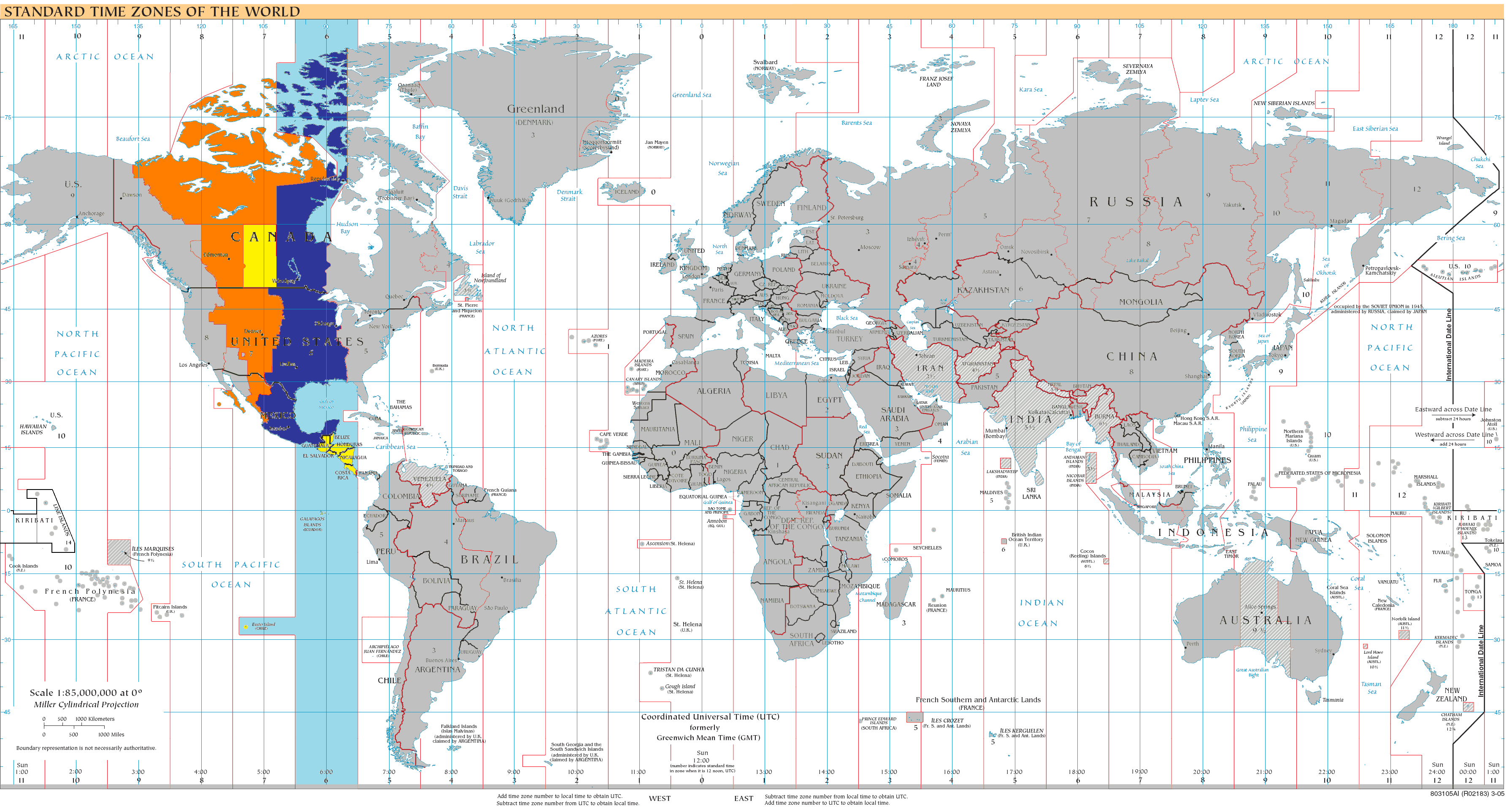
En bleu, le fuseau horaire correspondant à l'heure du Centre.

L'heure du Centre (en anglais : Central Time Zone) est un fuseau horaire couvrant une bande de terre de l'Amérique du Nord. Au Canada et aux États-Unis, il correspond en hiver à l'heure normale du Centre (HNC), en anglais : Central Standard Time (CST), soit UTC-6, et en été à l'heure avancée du Centre (HAC), en anglais Central Daylight Time (CDT), soit UTC-5.
Le Uniform Time Act de 1966 aux États-Unis, fixait la date du changement d'heure au dernier dimanche d'avril pour la majorité du territoire américain, avec un retour à l'heure normale le dernier dimanche d'octobre. En 1987, une modification de la loi change la date du passage à l'heure avancée au premier dimanche d'avril. 
Depuis le 11 mars 2007, le Energy Policy Act of 2005 rallonge la période de l'heure avancée aux États-Unis, qui s'étend maintenant du deuxième dimanche de mars au premier dimanche de novembre. Au Canada, la réglementation de l'heure légale est de juridiction provinciale. Les provinces canadiennes suivent en général les pratiques des États américains limitrophes afin de faciliter le commerce entre les deux pays,.